# Crystal Symphony
Die Crystal Symphony ist ein 1995 in Dienst gestelltes Kreuzfahrtschiff von Crystal Cruises. Sie ist das Schwesterschiff der als Crystal Harmony gebauten Asuka II.

## Geschichte
Die Crystal Symphony wurde im Dezember 1992 als Schwesterschiff der 1990 in Dienst gestellten Crystal Harmony bei Kvaerner Masa-Yards (heute Meyer Turku) in Auftrag gegeben und am 3. Mai 1995 für Crystal Cruises in Dienst gestellt.
2006 wurde die Crystal Symphony für 23 Millionen US-Dollar bei BAE Systems in Norfolk modernisiert und umgebaut. Neben den 545 zur Verfügung stehenden Arbeitern der Werft wurden 750 zusätzliche Arbeiter engagiert, um den engen Zeitplan zur Fertigstellung der Umbauarbeiten einzuhalten. 2009 wurde das Schiff in Boston und im Juni 2012 bei Blohm + Voss in Hamburg erneut modernisiert.
Vom 23. September 2017 bis zum 16. Oktober 2017 wurde das Schiff bei der Lloyd Werft Bremerhaven umgebaut. Sie gehört, wie auch Crystal Cruises, zu Genting Hong Kong.
Die Crystal Symphony wird seit ihrer Indienststellung 1995 auf wechselnden Routen eingesetzt. Crystal Cruises betrieb zuletzt momentan nur zwei Kreuzfahrtschiffe, von denen die Crystal Symphony die ältere und kleinere Einheit ist.
Im Zusammenhang mit einer offenen Forderung eines Treibstofflieferanten über 4,6 Millionen US-Dollar verfügte ein Bundesrichter in Miami am 20. Januar 2022 die Beschlagnahme des Schiffs. Daraufhin lief die Crystal Symphony statt Miami die Bahamas an. Die Passagiere sollten mit einer Fähre in einen Hafen in Südflorida gebracht werden. Im Februar 2022 wurde die Crystal Symphony, ebenso wie die Crystal Serenity, in Freeport, Bahamas, arrestiert.
Nach der Insolvenz von Genting Hong Kong, dem Mutterkonzern von Crystal Cruises, wurde die Marke Crystal Cruises mitsamt der Schiffe Crystal Serenity und Crystal Symphony im Juni 2022 von dem britischen Reiseveranstalter A&K Travel Group Ltd. (Abercrombie & Kent) übernommen. Für die Crystal Symphony wurden 23 Millionen US-Dollar gezahlt. Ab Juli 2022 lag das Schiff bei Fincantieri in Triest zur Renovierung, um anschließend den Kreuzfahrtbetrieb wieder aufzunehmen. Die Arbeiten an der Crystal Symphony wurden im August 2023 abgeschlossen, der Betrieb startete am 1. September.